# 週刊ニコニコインフォ
『週刊ニコニコインフォ』（しゅうかんニコニコインフォ）は、ドワンゴの展開するサービス「ニコニコ生放送」にて配信されていた運営公式生放送番組である。

## 概要
「今のニコニコを伝える！！」「今後のニコニコについてみんなで考える！！」として、2020年6月にレギュラー放送が開始。ニコニコの旗艦番組と位置付けられている。
この番組は今、ニコニコで新しく起きている面白いもの・楽しいものを視聴者と共有する番組で、週ごとに発生した様々なお祭りや流行、面白いものを紹介している。
また、各回ではニコニコの様々なタグやカテゴリで活動するユーザーをゲストとして呼び、そのタグやカテゴリの魅力などを伺ったり、今後のニコニコについて視聴者と一緒に話し合うことができる場としても活用していく、としている。
略称の「週ニコ」は、第2号で実施された視聴者アンケートによって決定した。
番組は週1回、120分番組として構成され、MCとして百花繚乱、運営代表として栗田穣崇がレギュラー出演する。
第1号から第7号までは各号に『今週のPICK UPタグ』として毎号ニコニコ動画上のタグを定めており、それに合ったピックアップゲストを招いていたが、第8号からは『今週のPICK UPタグ』を定めずに、ピックアップゲストを招く形となった。
第8号から第18号の間は毎週金曜日の午後8時からの配信となっていたが、『金曜ロードショー』（日本テレビ系）をはじめ、ライバル番組が多く、火曜日の配信が視聴しやすいことを考慮して、第19号からは従前の毎週火曜日の午後9時から配信送となった。。
後述のとおり、「ニコニコネット超会議」開催期間中、及びその前後週は配信を休止する傾向があるが、開催期間中に配信する帯番組として、前身番組でもあった「超ニコニコインフォ」が配信される。
当番組は配信後、ニコニコニュースオリジナルでまとめ記事が配信されている。また、タイムシフトはプレミアム・一般会員問わず、全話見放題となっている。加えて、ニコニコ動画やYouTubeでは番組内のワンコーナー、「今週のピックアップさん いらっしゃ～い！」のダイジェスト版が公開されている。また、第5期からは「NFF」のコーナーがチャンネル動画として投稿されるようになった。
2022年11月22日でおよそ2年半近く続いた「週刊ニコニコインフォ」は終了となり、12月6日からは「月刊ニコニコインフォ」として配信されている。また最終回となる11月22日の配信はハレスタにて公開生放送として19時から配信された。

### 配信までの経緯
この配信の前身はニコニコネット超会議2020のコーナーであった「超ニコニコインフォ」である。この番組はその日のネット超会議で配信された番組や出来事を振り返ったり、翌日の目玉番組を紹介する番組だった。その空気感がユーザーやニコニコ運営から好評を受け、大きな反響を生んだ。そんな中、栗田が自身のTwitterで「#ネット超会議2020 の #ニコニコインフォ ってめちゃめちゃ楽しい番組だったじゃないですか、だから超会議が終わっても終わりにしないで、さすがに毎日は無理だけど週一ぐらいでこれからも続けていったらどうだろうと思ったわけですがどうかな」とツイートを投稿したところ、ユーザーからもそれを望む声が多く上がったため、この番組が企画されることになった。

## 番組コーナー
基本的に、前述の番組コンセプトに沿ったコーナーを3本立てで構成される。

### オープニング
第3号より、「週刊ニコニコインフォ、略して・・・・・・」と百花繚乱が言い、栗田と合わせて「週ニコー！」と言って番組がスタートする。なお、この時に百花や栗田がボケることがあり、逆立ちをしたり、コーラを飲んだり、ヘリウムガスを吸ったり、ストッキングを被ったり している。
第38号までアンケートをとっており、一つ目は「性別」、二つ目は「年齢」、三つ目は号によって変わり、四つ目は「いつからニコニコインフォを観ているか」である。
第39号からは、番組のもくじが画像とともに紹介されるようになった。

### あつまれ！ニコニコ盛り盛り
配信時点でタイムシフト視聴可能な公式生放送や、ニコニコ公式Twitterで紹介された動画、ユーザーから推薦された動画を紹介するコーナー。通称「あつもり」「ニコもり」。
ユーザー推薦動画の募集はツイッターで行われ、「#週刊ニコニコインフォ」「#参加」が付いたツイートから数個選ばれる。過去には、動画だけではなく、ユーザーによるイベントが紹介されたケースもある。
また、「ニコニコ情報調査室SmileS」で活動するエージェント会員がピックアップした動画も紹介される。
「ニコニコネット超会議2020夏」直後に配信された第8号では「超あつまれ！ニコニコ盛り盛り」として配信された。

### ホットな話題はどこだ？ここだ！ニコニコだ〜！
第39号から、「あつまれ！ニコニコ盛り盛り」を“ニコニコの今がもっとわかるコーナー”として、リニューアルした。通称「ここニコ」。
冒頭には「今日のホットなTOPICS」が紹介される。また、話題ごとにSEが鳴る。
「ニコニコ検索トレンドワード」-  直近1週間で集計された検索トレンドワードの上位9ワードを男女別に紹介する。
「ニコニコGOODニュース」-  ニコニコ全体で起きたニュースを取り上げ紹介する。
「今月のアニバーサリー動画」-  再生数が100万再生を超える動画（伝説入り動画）の中で、その月の周年動画を紹介する。
「今週のニコニコビジョンから」-  ニコニコビジョンに掲載された動画を、投稿者からのメッセージや、担当者による見どころの該当時間とともに紹介する。
「ハッシュタグからのオススメ動画・静画」-  前述のハッシュタグがついた動画・静画をピックアップして紹介する。
「SmileS推し枠から」-  総合TOPの「ニコニコ情報調査室SmileS」による推し枠からピックアップして紹介する。
「ユーザー主催お祭りインフォメーション」-  ユーザー主催の投稿企画等を紹介する。
「ニコニコPR Twitterから」-  ニコニコが運営するTwitterアカウントで紹介した動画を紹介する。

### 今週のピックアップさん いらっしゃ～い！
ニコニコで活躍している人をゲスト（ピックアップゲスト）として招き、語り合うコーナー。
第26号までは毎週配信されていたが、第27号からは後述の2コーナーとの隔週配信となった。
ピックアップゲストには「思い入れのある動画」について質問するが、殆どが公式番組の都合上流せないものが多い。なお、創刊号では1本も流せず、初めて全ての動画を流せたのは第6号だった。

### 月刊生主ハンター
第27号から始まったコーナー。
毎月、数名の生主（生放送主）が出演し、ニコニコ生放送やニコニコについて話を聞くコーナーである。

### ワクワクランキングWATCHING
「ニコニコの今が見える新企画」として、第29号から始まったコーナー。
ニコニコの「今、面白いもの」が何なのか一目でわかる様々なランキングを、みんなでワクワクしながら見るコーナーである。
「VOCALOID」、「歌ってみた」、「演奏してみた」、「料理」、「旅行」、「ニコニコ技術部」のタグが付けられた動画を集計し、タグ別で一月で獲得した再生数のトップ10を発表する。
また、「ルーキーランキング」と呼ばれる上のランキングから初投稿から10回目、もしくは初投稿から1年以内のクリエイターのみを表示したランキングや、「R18」ジャンルの動画を除く全動画を対象とし、一月で獲得したニコニコ動画の動画評価機能である「いいね！」数トップ10を発表する「いいね！」獲得数ランキングが発表される。
更に、各ランキングで「Fuwaffuu'sワクワクメモ👀」と呼ばれる、プロデューサーのふわっふうが纏めた、動画や動画投稿者についてのメモが各所で紹介される。

### niconico future feature
運営代表の栗田穣崇がニコニコの未来や新機能、既存の機能について運営とユーザー話し合うコーナー。通称、NFF、んふふ。
新機能や機能改善の告知、ニコニコの各種機能についての詳しい紹介などが主に行われている。
このコーナーで誕生した「ニコニコサイクルの図」は、毎週のように登場しているため、視聴者からは「親の顔より見た図」、「親の図」として親しまれている。
しかし、第25号で「本当に親の顔よりニコニコサイクルの図を見ているか」というアンケートをとった結果、「親の顔よりは見ていない」が多数という結果になった。

### (Re)Nアニメ運営生放送
第13号、第28号、第38号で第47号送されたコーナー。2018年から2020年5月まで行われていた「Nアニメ運営生放送」を引き継いだコーナーであり、ニコニコ運営とユーザーでアニメについて語るコーナーである。
このコーナーの中でのコーナー名は実在するアニメの名前をもじったり足したりしたものとなっている。

### エンディング
エンディングでは次回予告、今後行われる生放送等の告知が行われる。
この番組では「さようなら」ではなく、次の二次会放送にいってらっしゃいという気持ちをこめて「いてらー」と言われる。
蓋絵が表示された後、番組アンケートに参加することができる。

### 特別コーナー

#### ニコニコ新バージョン発表
第7号で配信。募集されたバージョン名を運営が「Re（アールイー）」、「○（まる）」、「春」、「在宅（リモート）」の四案に絞込み、その後ユーザーによる投票が行われ、その投票の結果、新バージョン名が「Re（アールイー）」に決定したことを発表した。

#### The VOCALOID Collection 2020 winter最新情報
第15号で配信。ドワンゴ専務取締役CCO横澤大輔（Fooさん）が2020年12月に開催される「The VOCALOID Collection 2020 winter」の開催概要、企画コンセプト図などを紹介した。
また、このコーナーの冒頭では、ニコニコネット超会議2020夏のコーナー、超ニコニコインフォで挑戦した、「オンラインで同時に乾杯した最多人数」という記録、153人がギネス世界記録に登録されたことを報告した。

#### The VOCALOID Collection 2020 winter追加情報
第22号で配信。The VOCALOID Collection 2020 winterについての情報を担当の丸山さんが、開催概要、関連生放送、クリエイター応援企画について説明。さらに、ボカロ誕生から現在までを振り返ることが出来る「The VOCALOID Collection LIVE」も紹介した。

#### 週刊ニコニコインフォピックアップゲストPLAYBACK
第25号で配信。2020年のピックアップゲストをクイズ形式で振り返るコーナーであり、全3パートで構成された。
このコーナーのPart1では、第7号のピックアップゲストである、ビリーバンバンの菅原進氏がVTR出演し、本人からクイズが出題された。

#### 週刊ニコニコインフォniconico2020 Feature Lineup
第25号で配信。2020年の主なニコニコの動きを年表形式で見ていき、視聴者が気になったニコニコの出来事をスライドで紹介したコーナーである。全3パートで構成された。

## 特別番組

### 増刊号
| 配信年 | 配信日   | 曜日   | 時間                       | 番組タイトル                             | 出演者   | 出演者   | 企画 | 備考 |
| ------ | -------- | ------ | -------------------------- | ---------------------------------------- | -------- | -------- | --- | --- |
| 2021年 | 3月30日  | 火曜日 | 22:45 - 23:30（45分）      | 週刊ニコニコインフォ 増刊号              | 百花繚乱 | 栗田穣崇 | 1080p画質テスト企画 | 第36号配信直後に配信。ランドルト環を使用したテストや前年のエンドロール動画を流し1080p画質を体感できる企画が配信された。 なお、タイムシフトは非公開となっている。 |
| 2021年 | 11月13日 | 土曜日 | 17:00 - 19:10（2時間10分） | 週刊ニコニコインフォ プレミアムDAY増刊号 | 茸(たけ) | 栗田穣崇 | ニコニコ動画プレミアムアワード 途中経過発表                                                                                                | 池袋・ハレスタより生配信。 |
| 2021年 | 11月13日 | 土曜日 | 17:00 - 19:10（2時間10分） | 週刊ニコニコインフォ プレミアムDAY増刊号 | 茸(たけ) | 栗田穣崇 | ニコニコプレミアムDAY企画紹介 niconico future feature -PREMIUM- ニコニコプレミアムDAY限定つりっくま プレミアム会員限定！お便り紹介コーナー | 池袋・ハレスタより生配信。 |
| 2021年 | 11月14日 | 日曜日 | 17:00 - 19:09（2時間9分）  | 週刊ニコニコインフォ プレミアムDAY増刊号 | 百花繚乱 | 栗田穣崇 | | 池袋・ハレスタより生配信。 |
| 2021年 | 11月14日 | 日曜日 | 17:00 - 19:09（2時間9分）  | 週刊ニコニコインフォ プレミアムDAY増刊号 | 百花繚乱 | 栗田穣崇 | ニコニコ動画プレミアムアワード 最終結果発表                                                                                                | 池袋・ハレスタより生配信。 |
| 2022年 | 1月29日  | 土曜日 | 14:00 - 15:15（1時間15分） | 週刊ニコニコインフォ プレミアムDAY増刊号 | 百花繚乱 | 栗田穣崇 | ニコニコプレミアムDAY企画紹介ニコニコプレミアムDAY限定つりっくまプレミアム会員限定！お便り紹介コーナー                                     | 池袋・ハレスタより生配信。 |
| 2022年 | 1月30日  | 日曜日 | 14:00 - 15:15（1時間15分） | 週刊ニコニコインフォ プレミアムDAY増刊号 | 茸(たけ) | 栗田穣崇 | ニコニコプレミアムDAY企画紹介ニコニコプレミアムDAY限定つりっくまプレミアム会員限定！お便り紹介コーナー                                     | 池袋・ハレスタより生配信。 |
| 2022年 | 3月31日  | 木曜日 | 21:00 − 23:21（2時間21分） | 週刊ニコニコインフォ プレミアムDAY増刊号 | 茸(たけ) | 栗田穣崇 | | |
| 2022年 | 4月3日   | 日曜日 | 17:00 − 19:21（2時間21分） | 週刊ニコニコインフォ プレミアムDAY増刊号 | 百花繚乱 | 栗田穣崇 | | 池袋・ハレスタより生配信。 |

### 特大号
| 配信年 | 配信日   | 曜日   | 時間                       | 番組タイトル                                                         | 出演者            | 出演者                    | 企画 | 備考                       |
| ------ | -------- | ------ | -------------------------- | -------------------------------------------------------------------- | ----------------- | ------------------------- | --- | -------------------------- |
| 2021年 | 12月12日 | 日曜日 | 15:00 - 17:49（2時間49分） | 周刊ニコニコインフォ ありがとうニコニコ15周年！ 感謝の特大号         | 百花繚乱 栗田穣崇 | sasakure.UK じん 煮ル果実 | 周ニコスペシャル対談！ 文化の始まりはどこだ？ここだ！ニコニコだ〜！ 15周年ユーザーお祭りインフォメーション niconico future feature 15周年特別版                                            | 池袋・ハレスタより生配信。 |
| 2022年 | 11月22日 | 火曜日 | 19:00 − 20:15（1時間15分） | 週刊ニコニコインフォありがとう週ニコ！よろしく月ニコ！大感謝の最終号 | 百花繚乱 栗田穣崇 | 百花繚乱 栗田穣崇         | ホットな話題はどこだ？ここだ！ニコニコだ〜！週ニコ総まとめ！みんなの思い出や名シーンを振り返ろうのコーナー！ドキドキ！歴代ゲストさんからのお祝いメッセージ紹介コーナー！大感謝エンディング | 池袋・ハレスタより生配信。 |

## 出演者

### レギュラー出演者
MC：百花繚乱（†聖騎士 紅桜†）
週ニコの司会、進行役。
赤メッシュの入った髪型が特徴的な二児のパパ。
†聖騎士 紅桜†は彼が中学生のころに考えたハンドルネームであり、その芸術性の高さから今もコメントや運営からイジられたり、この番組だけで使える限定のギフトまで存在している。
第6号では「†聖騎士 紅桜†」のネームプレートが運営によって急きょ設置された。この時、肩書きもMCではなく、救世主とされた。
第23号と第24号は舞台の関係で、第47号は別の番組出演の関係で番組を欠席していたが、第23号では「シベリア送り」ギフトを送りつけ、第24号のエンディングでは、急きょスタジオに駆けつけた。
ニコニコ生放送出身のタレントであり、現役のニコ厨である。
運営代表：栗田穣崇
艦これガチ勢。「んふふ」担当。ドワンゴ専務取締役COO。
ニコニコ代表であり、絵文字を開発した人でもある。番組内では解説役であり、「んふふ」では基本的に解説者となる。
生粋のサウナーであり、生配信前にサウナに行ったり、百花繚乱をサウナに誘うなどしている。
番組に出演している内にMC力がメキメキと上がっていて、予定時刻より遅れてコーナーが始まっても、コーナー終了予定時刻に終わるというファインプレーをみせる。

### 代理MC陣
第23号担当：♪ミュツタカ♪
普段は生主で、当番組の二次会番組の常連勢である。
『ニコニコ情報調査室SmileS』所属のエージェントであり、SmileSを通して第23号の代理MCとなった。
第22号はスタジオでリハから見ており、第23号では大きな失敗も無く無事に週ニコを終わらせることができた。MC力の高さに一時コメントは「おかしい人を失くした・・・」等、繚乱を弄るネタが止まなかった。

第24号・第76号担当：コットン太郎
普段は「＃コンパス」のイベントで司会を務めている。なぜかいつもラーメン屋と間違えられる。
司会経験者のはずだが、第24号では開幕いきなり噛み、進行中もたびたび噛み、その都度、視聴者から大量の「シベリア送り」のギフトが送られた。
前述のダイジェスト動画を制作するスタッフが、「この回の編集は大変だった」と話していたことが、後日談として番組内で語られた。

第47号担当：茸(たけ)
ゲーム実況集団「チーム()」のひとり。独身。
繚乱曰く、ニコニコの番組内で積極的にMCの営業をかけた結果、代理MCに抜擢された。
番組冒頭では名札が『茸』から『耳』にすり替えられていた。
その後、11月13日配信の『プレミアムDAY増刊号』ではプレミアムMCとして登場する。

### スタッフ等ニコニコ運営陣
初代プロデューサー：ふわっふう
『この素晴らしい世界に祝福を!』に登場する「めぐみん」と、ディズニーが大好きな番組プロデューサー。声とカンペを通して登場する。自身もニコ厨であり、ニコニコ大百科編集者兼動画投稿者である。2019年4月に株式会社ドワンゴに入社。
2021年10月26日の第59号配信分を以て、プロデューサー職を離れ、アシスタントプロデューサーに異動した。
2代目プロデューサー：しゃぶP（こわっふう）
ふわっふうの後輩。こわっふうという名前はコメントでつけられた。第39号から登場。『ホットな話題はどこだ？ここだ！ニコニコだ〜！』というコーナー名を考えた人。2021年11月2日の第60号配信分から、プロデューサー職へ異動。
プロデューサー職に異動してからは、好きな食べ物がしゃぶしゃぶだったことからコメントでしゃぶPと名付けられたが、「しゃぶ」がニコニコ生放送のコメントフィルターに引っかかってしまうことから、コメントではしやぶPと呼ばれるようになった。
ニコニコ生放送責任者：橋本 剛志（ZEROニキ）
生放送サービスの偉い人。第5号にリモートで出演後、第25号でメッセージ出演をしている。メッセージを栗田穣崇が読み上げる際、哀愁漂うBGMと相まって、百花繚乱が目薬を使って涙を流す演技をしていたが、そのBGMを流すよう依頼するなど、ノリノリである。
ニコニコ動画責任者：野田 明日香（野田総理）
動画サービスの偉い人。第6号にリモートで声のみの出演後、第25号でメッセージ出演をしている。百花繚乱曰く、陽キャである。コメントでは仕事の速さ等から敬意を込めて「野田総理」と言われた。
ニコニコアニメ担当：武田 健太郎
ニコニコのアニメ部門を担当している人。(Re)Nアニメ運営生放送に出演。
Nアニメサイト担当：指田 みなと
アニメポータルサイトである「Nアニメ」の担当者。(Re)Nアニメ運営生放送に出演。
Ncon VTuberカウンセラー：未来 寿
第46号にリモート出演。28歳。結婚5年目、一児のパパ。

## 配信リスト
| 配信日                                                            | 号数    | PICK UPタグ    | ピックアップゲスト    | niconico future feature | 備考 |
| ----------------------------------------------------------------- | ------- | -------------- | --------------------- | --- | --- |
| 6月16日                                                           | 創刊号  | 踊ってみた     | 足太ぺんた            | 新機能「二次会番組」の発表（配信終了直後にさっそく起動された） | 配信初回。 |
| 6月23日                                                           | 第2号   | 歌ってみた     | ＋α／あるふぁきゅん。 | 新機能「いいね！」の発表 新バージョンのテーマ発表 | |
| 6月30日                                                           | 第3号   | 演奏してみた   | まらしぃ              | 新機能「アナリティクス」の発表（リリース日は7月下旬と発表） 機能「プレミアム限定動画」の紹介 新バージョン名の応募の開始告知                                                                                      | |
| 7月7日                                                            | 第4号   | ニコニコ技術部 | うぷあざ棟梁          | 機能「エモーション」についての解説 新バージョン名候補の発表 | |
| 7月14日                                                           | 第5号   | 旅行           | えふやん              | ニコ生ゲーム 新ゲーム追加発表 「人工知能（AI）を活用した新機能コメントフィルター」の設置発表 生放送の「部屋統合」の発表                                                                                          | 放送時間の最長記録（188分、2021年現在）。 午前0時をまたいで生放送されたのは当回のみである。                                                            |
| 7月21日                                                           | 第6号   | VOCALOID       | 八王子P               | 新機能「かんたんコメント機能」の発表 マイページのリニューアルの発表 「AIコメントフィルター」「部屋統合」など新機能を7月27日に同時リリース発表 バージョン名最終候補案の発表                                       | |
| 7月28日                                                           | 第7号   | 降臨してみた   | ビリーバンバン 菅原進 | niconico（く）の振り返り 生放送ヘッダー変更の告知 | 番組冒頭にて、新バージョンの名称『(Re)』が発表。 |
| （8月4日、8月11日は「ニコニコネット超会議2020夏」開催のため休止） |         |                |                       | | |
| 8月21日                                                           | 第8号   | （廃止）       | 市川                  | 7月27日リリースの新機能の振り返り | 放送時間が金曜20時台に移動。 SPゲストにオーイシマサヨシ、齋藤Pが出演。                                                                                 |
| 8月28日                                                           | 第9号   | （廃止）       | あかねこ。 みーたん   | 「ニコニコ生放送アプリ」2周年のお祝い 機能「ニコる」の紹介 | |
| 9月4日                                                            | 第10 号 | （廃止）       | 石黒千尋              | 機能「ニコ生ゲーム」の紹介 ニコニコの便利な使い方講座 | |
| 9月11日                                                           | 第11号  | （廃止）       | 倭寇(わこう)          | ニコニコ動画の便利機能紹介 「カスタムキャスト」の紹介 ニコニコ生放送「コメントフィルター」の愛称「こまいちゃん」発表＆キャラクターがアンケートで決定                                                             | この回より、ニコニコ動画およびYouTubeでダイジェスト版の配信が開始。                                                                                    |
| 9月18日                                                           | 第12号  | （廃止）       | 係長                  | 新バージョン『(Re)』にてリニューアルした機能のおさらい | |
| 9月25日                                                           | 第13号  | （廃止）       | 事務員G               | ニコニコロゴのリニューアルの告知 | 前身番組『Nアニメ運営生放送』が『(Re)Nアニメ運営生放送』にタイトルを変えて内包。                                                                       |
| 10月2日                                                           | 第14号  | （廃止）       | ベホイミProject       | ニコニコ動画アプリ「節約視聴」の発表（Android版は10月6日、ios版は10月上旬にそれぞれリリース予定） ユーザーが主体となる「部活」のようなチーム「ニコニコ情報調査室SmileS」の設立（番組放送中から会員の募集を開始） | |
| 10月9日                                                           | 第15号  | （廃止）       | ラブマツ              | 新機能「Twitter動画シェア」の発表（リリースは10月13日） 機能「ニコニ広告」の紹介 サービス「ニコニコミュニティ」の見直しについて                                                                                  | |
| 10月16日                                                          | 第16号  | （廃止）       | 志麻                  | 「動画コメントサーバー」の引越しの告知 コメント機能に関する告知 | |
| 10月23日                                                          | 第17号  | （廃止）       | HISASHI               | ニコニコ新ロゴの発表 PC/スマートフォンブラウザ版のニコニコ総合トップページを10月27日にリニューアルすることを発表                                                                                                 | |
| 10月30日                                                          | 第18号  | （廃止）       | ちいたな いよわ       | 機能「クリエイター奨励プログラム」の紹介 | |
| （11月6日は放送時間再移動に伴う調整のため休止）                   |         |                |                       | | |
| 11月10日                                                          | 第19号  | （廃止）       | ぽるし                | ニコニコ動画アプリのコメント関連の機能の追加発表（Android版は11月5日に、ios版は11月中旬までにリリース） 「最後のFlash版お絵カキコ・ピコカキコ投稿企画」の告知                                                    | この回より、放送時間が従前の火曜21時台に移動。 |
| 11月17日                                                          | 第20号  | （廃止）       | 東条ジョナ            | 最近の機能改善のおさらい ニコ生のコメント透過度設定の追加発表 ニコ生の184（匿名コメント投稿機能）関連の改善発表（どちらもリリースは11月19日） 「大百科グランプリ」と「百チャレ」の紹介                           | |
| 11月24日                                                          | 第21号  | （廃止）       | NORISTRY              | PC版ニコニコ生放送「生放送マイページ」の「総合マイページ」への統合告知（移行時期は2021年中を予定） 機能「好みタグ」の紹介                                                                                        | |
| 12月1日                                                           | 第22号  | （廃止）       | マイキ                | エモーション機能改善の告知 「クリスマスプレゼント争奪！ニコ生ゲーム大会」の紹介 「ネット流行語100」の紹介 | |
| 12月8日                                                           | 第23号  | （廃止）       | 御丹宮くるみ          | 「ニコニコ実況」リニューアルの告知（12月16日リニューアル予定） プレミアム会員限定のアニメ動画のラインナップ発表 「エンドロール動画」の参加方法紹介                                                               | 百花繚乱が舞台出演のため欠席。 代打MCに♪ミュツタカ♪が出演。                                                                                            |
| 12月16日                                                          | 第24号  | （廃止）       | たらちゃん(英国面)    | 「PC版ユーザー生放送」改修の告知 iOS版ニコニコ生放送アプリの新機能「ピクチャ・イン・ピクチャ機能」の発表 ニコニコ生放送「アニメ年末年始一挙放送」配信ラインナップの発表                                          | 百花繚乱が別番組出演のため欠席。 代打MCにコットン太郎が出演。 前日に栗田穣崇が「ネット流行語100 授賞式」に出席したため、初の水曜日に生配信が行われた。 |
| 12月22日                                                          | 第25号  | （廃止）       | （なし）              | 「週刊ニコニコインフォniconico2020 Feature Lineup」と題し、年間の出来事を年表形式で3パート構成での振り返り | 年内最後の配信。 通常コーナーの特別版を配信。 |

| 配信日 | 号数   | 配信コーナー                            | ゲスト                                                 | niconico future feature | 備考 |
| --- | ------ | --------------------------------------- | ------------------------------------------------------ | --- | --- |
| 1月19日 | 第26号 | 今週のピックアップさん いらっしゃ〜い！ | 週刊歌らん作者                                         | ニコニコ生放送の利用規約違反の見直し ニコニコ生放送の遅延時間短縮のための新配信方式のテストの告知 | 2021年1回目の配信。 |
| 1月26日 | 第27号 | 月刊 生主ハンター                       | 夜華☆ Natsume_Cat PIRO                                 | 「いいね！」数可視化の告知 ニコニ・コモンズ「素材ライブラリー」改修の告知 | 『月刊 生主ハンター』初回。 |
| 2月2日 | 第28号 | 今週のピックアップさん いらっしゃ〜い！ | えんり                                                 | 『(Re)Nアニメ運営生放送』配信のため休止 | |
| 2月9日 | 第29号 | ワクワクランキングWATCHING              | （なし）                                               | サービス「ゲームアツマール」について 「ニコニコ自作ゲームフェス2021」の開催の告知 | 『ワクワクランキングWATCHING』初回。 |
| 2月16日 | 第30号 | 今週のピックアップさん いらっしゃ〜い！ | 柊マグネタイト                                         | 動画コメントサーバーお引越しに関する続報 ふえのおにいさんFooさん（横澤大輔）からのメッセージ | |
| 2月23日 | 第31号 | 月刊 生主ハンター                       | わたせヒロ 韓国のびた ちゃむ                           | PC版ニコニコ生放送「視聴履歴ページ」の総合マイページへのお引越しの告知（2月25日実施） Android版ニコニコ動画アプリのマルチウィンドウ機能の紹介 Android版ニコニコ動画アプリの動画のスクリーンショットをTwitterでシェアできる機能の紹介 iOS/Android版ニコニコ動画アプリの動画情報の［︙］ボタンから動画投稿者名を確認できる機能の紹介 動画投稿時に新規シリーズを作成できるようになった改善の紹介 PC版の投稿動画一覧で連続再生できる件数を500件に増やした改善の紹介                                   | |
| 3月2日 | 第32号 | 今週のピックアップさん いらっしゃ〜い！ | ＿＿(アンダーバー)                                     | 「ニコニコビジョン」の仕様変更について | |
| 3月9日 | 第33号 | ワクワクランキングWATCHING              | （なし）                                               | リアルタイム視聴者表示機能の実験版提供の告知(提供は3月下旬ごろから6月まで) ニコニコ生放送アプリ「ヴィジェット機能」の紹介 iOS版ニコニコ生放送アプリ「ステレオ録音」の紹介 「バーチャルライブ配信」モードに新たに追加された機能の紹介 | |
| 3月16日 | 第34号 | 今週のピックアップさん いらっしゃ〜い！ | ビームマンP                                            | ニコニコQで開催中のキャンペーンイベントの紹介 「PicoPico」の紹介 | |
| 3月23日 | 第35号 | 月刊 生主ハンター                       | りお HIDE るみ                                         | ユーザーブロマガサービス終了のお知らせ ニコニコ系列の様々なサービスの紹介 | |
| 3月30日 | 第36号 | 今週のピックアップさん いらっしゃ〜い！ | シャル                                                 | 大百科グランプリの結果発表 「好みタグ」機能アップデートのお知らせ ニコニコ生放送での1080pテスト放送のお知らせ | 配信後の『増刊号』にて1080pテスト配信が行われた。 |
| 4月6日 | 第37号 | 今週のピックアップさん いらっしゃ〜い！ | Ado                                                    | プレミアム会員登録による特典の紹介 動画コメントサーバーお引っ越しに関する続報(作業開始は5月ごろを予定) | 1080pテスト対象番組。 一部事前収録(3月23日収録)。 |
| 4月13日 | 第38号 | ワクワクランキングWATCHING              | （なし）                                               | 『(Re)Nアニメ運営生放送』配信のため休止 | 1080pテスト対象番組。 |
| （4月20日・27日・5月4日・11日は『ニコニコネット超会議2021』開催および前後週のため休止）                                 |        |                                         |                                                        | | |
| 5月18日 | 第39号 | 月刊 生主ハンター                       | まぜあん総本家 Lycoris(リコリス) 雄介とボッたん大魔王  | PC版ニコニコ生放送「視聴者・放送者専用コメントのみ表示」モードの紹介 iOS版ニコニコ生放送「マルチカメラのPC/アプリの同時配信」機能の紹介 放送ネタ「自作ゲーム検索」の紹介 PC版ニコニコ生放送の新配信方式リリースのお知らせ iOS版ニコニコ生放送「画面キャプチャ配信」方法の紹介 | およそ1ヶ月ぶりの配信。 「ホットな話題はどこだ？ここだ！ニコニコだ〜！」開始。                                                                           |
| 5月25日 | 第40号 | 今週のピックアップさん いらっしゃ〜い！ | ･M･(まー)                                              | 「ニコる」の使用状況についての報告 | |
| 6月1日 | 第41号 | ワクワクランキングWATCHING              | （なし）                                               | ニコニコ動画「ダブルタップスキップ」及び「スキップ秒数の変更」機能の紹介 PC版ニコニコ動画・iOS版ニコニコ動画アプリ「反転再生」機能の紹介 ニコニコ動画「コメント透過」機能の紹介 ニコニコ動画「倍速再生」機能の紹介 PC版ニコニコ動画「画面サイズ変更」機能の紹介 PC版ニコニコ動画「マーキーエリア表示設定」機能の紹介 PC版ニコニコ動画「シリーズ サムネイル設定」機能の紹介 動画コメントサーバーお引っ越し時期延期のお知らせ(作業開始は6月末を予定) ニコニコ動画の表現規制関係の運営スタンスの説明 | |
| 6月8日 | 第42号 | 今週のピックアップさん いらっしゃ〜い！ | じん                                                   | 「Nicobox」のアップデートの紹介 新サービス「ニコニ貢献」の紹介 | |
| 6月15日 | 第43号 | 月刊 生主ハンター                       | ひ3か! ひろくん(#･ω･) 令和の蕎麦職人                   | PC版ニコニコ生放送のTOPページのリニューアルの紹介 リアルタイム視聴者表示機能の実験版提供の延長について(提供終了予定時期は未定) | 配信2年目突入。 |
| 6月22日 | 第44号 | 今週のピックアップさん いらっしゃ〜い！ | mobiusP                                                | 「動画 共通説明文」機能の紹介 「『いいね！』へのお礼メッセージ」機能の紹介 「カスタムサムネイル」機能の紹介 「アナリティクス ソート機能」の紹介 「シリーズ」をマイリストから作成する機能の紹介 「シリーズ」のサムネイルを設定できる機能の紹介 6月24日(木)22:00〜生放送「こちら推されたいVなのですが､育ててもらっていいですか?」の告知 | |
| 6月29日 | 第45号 | ワクワクランキングWATCHING              | （なし）                                               | ニコニコ動画のランキングについて | |
| 7月6日 | 第46号 | 今週のピックアップさん いらっしゃ〜い！ | シモエル                                               | ゲームアツマール「マルチプレイゲーム投稿機能」の紹介 趣味と成婚を結ぶ結婚相談所「Ncon」の紹介 | |
| 7月13日 | 第47号 | 月刊 生主ハンター                       | 牛脂ちゃん[20] スタジオポリアンナ                      | 『(Re)Nアニメ運営生放送』配信のため休止 | 百花繚乱が別番組出演のため欠席。 代打MCとして茸(たけ)が出演。                                                                                            |
| 7月20日 | 第48号 | 今週のピックアップさん いらっしゃ〜い！ | 赤ティン                                               | 「ニコニ貢献」の利用状況について | |
| （7月27日は百花繚乱・栗田穣崇が前日に2回目の職域接種を受けたため休止）                                                  |        |                                         |                                                        | | |
| 8月3日 | 第49号 | 今週のピックアップさん いらっしゃ〜い！ | jon-YAKITORY                                           | 新機能「ライブ公開」の発表 8月20(金)開催の「一夜限りのライブ公開ステージ」の告知 | |
| 8月10日 | 第50号 | ワクワクランキングWATCHING              | （なし）                                               | 新機能「ライブ公開」の詳報 8月20日(金)開催の「一夜限りのライブ公開ステージ」の続報 | 『ワクワクランキングWATCHING』は“超濃縮版”と題し、2ヶ月分をまとめて紹介。                                                                                |
| （8月17日・24日は新型コロナウイルスに関する緊急措置のため休止）                                                         |        |                                         |                                                        | | |
| 8月31日 | 第51号 | 今週のピックアップさん いらっしゃ〜い！ | ピノキオピー                                           | ニコニコ動画「一般会員の動画投稿本数の上限拡張」について ニコニコ生放送での1080p/60fpsテスト放送実施のお知らせ | 3週間ぶりの生配信。 配信中に非売品Tシャツのプレゼント企画が実施された。                                                                                  |
| 9月7日 | 第52号 | ワクワクランキングWATCHING              | （なし）                                               | 機能「ライブ公開」の振り返り 「ニコニコ生放送アプリ」3周年について | 1080p/60fpsテスト対象番組。 |
| 9月14日 | 第53号 | 今週のピックアップさん いらっしゃ〜い！ | 藍瀬まなみ                                             | 「いいね！」機能の今後について 「ニコニコ情報調査室SmileS」の活動実績について | 1080p/60fpsテスト対象番組。 |
| 9月21日 | 第54号 | 月刊 生主ハンター                       | ハヤトノ ぴよちゃん フォッスィルズしゅう               | 公式生放送引用(β)の紹介 | |
| 9月28日 | 第55号 | 今週のピックアップさんいらっしゃ〜い！  | 月乃                                                   | 「大百科グランプリ 2021上半期チャンピオンシップ」の結果発表 ニコニ・コモンズについて | ゲストは当初、8月17日配信分に出演予定だった。 |
| 10月5日 | 第56号 | ワクワクランキングWATCHING              | （なし）                                               | 「ユーザー満足度調査」について | |
| 10月12日 | 第57号 | 今週のピックアップさん いらっしゃ〜い！ | たいたぬ                                               | ニコニコ動画「ギフト」機能の実装について 機能「ライブ公開」の振り返り | |
| 10月19日 | 第58号 | 月刊 生主ハンター                       | ベネトナシュ 0O00+3 かっぴー                           | 『（Re)Nアニメ運営生放送』配信のため休止 | 番組冒頭にて、直前まで開催されていた『The VOCALOID Collection 2021 Autumn』のランキングで複数の部門で入賞したボカロPのはゆ茶が急きょ電話出演を果たした。 |
| 10月26日 | 第59号 | 今週のピックアップさん いらっしゃ〜い！ | アルセチカ                                             | PC版ニコニコ動画「動画投稿ページからコンテンツツリー登録」機能について | |
| 11月2日 | 第60号 | ワクワクランキングWATCHING              | （なし）                                               | ゲームアツマール「みんなで対戦！クイズスタジアム」の紹介 | |
| （11月9日・16日は配信を休止。ただし、同月13日(土)・14日(日)に『プレミアムDAY増刊号』を配信。）                          |        |                                         |                                                        | | |
| 11月23日 | 第61号 | 今週のピックアップさん いらっしゃ〜い！ | mini                                                   | ニコニコ動画「Twitter共有機能」の紹介 Android版ニコニコ動画「ビデオクリップ共有」機能の実演 | |
| 11月30日 | 第62号 | 月刊 生主ハンター                       | ソースヤキソバ ふろんてぃあまいこ ライアン・ブレネセン | ニコニコ生放送「コメントフィルターAIこまいちゃん」のアップデートについて | |
| 12月7日 | 第63号 | 今週のピックアップさん いらっしゃ〜い！ | ふにちか                                               | PC版ニコニコ生放送「生放送マイページ」の「総合トップページ」への移行について（移行は2022年完了予定） ニコニコ生放送「タイムシフト視聴」機能に関する仕様変更・機能整理について | |
| （12月14日は配信を休止。ただし、同月12日(日)に『周刊ニコニコインフォ ありがとうニコニコ15周年！感謝の特大号』を配信。） |        |                                         |                                                        | | |
| 12月21日 | 第64号 | 今週のピックアップさん いらっしゃ〜い！ | 周央サンゴ                                             | 年間の出来事を年表形式で振り返り | |

| 配信日                                                                                          | 号数    | 配信コーナー                                         | ゲスト                               | niconico future feature | 備考 |
| ----------------------------------------------------------------------------------------------- | ------- | ---------------------------------------------------- | ------------------------------------ | --- | --- |
| 1月18日                                                                                         | 第65号  | ワクワクランキングWATCHING                           | （なし）                             | 放送ネタ「Twitterユーザー名表示ツール」「放送者フォローボタン」の紹介 | |
| 1月25日                                                                                         | 第66号  | 今週のピックアップさんいらっしゃ〜い！               | 26K                                  | 『(Re)Nアニメ運営生放送』配信のため休止 | |
| （2月1日は配信を休止。ただし、1月29日(土)・30日(日)に『プレミアムDAY増刊号』を配信。）          |         |                                                      |                                      | | |
| 2月8日                                                                                          | 第67号  | ワクワクランキングWATCHING                           | （なし）                             | 放送ネタ「ニコ生ゲーム」月間ランキング発表放送ネタ「縁日射的」「2Dゴルフ」の生プレイニコニコ生放送「生ゲームプレイ中」ページの紹介ニコニコ生放送「コテハン」の紹介ニコニコ生放送「番組URL開始位置の指定」機能の紹介                                          | 栗田穣崇がリモートで出演。 |
| 2月15日                                                                                         | 第68号  | 今週のピックアップさんいらっしゃ〜い！               | モリスレイ                           | iOS版ニコニコ動画「Twitterビデオクリップ共有」の紹介iOS/Android版ニコニコ動画「節約視聴」機能のおさらいニコニコ動画「フォロー中の新着動画」の紹介iOS版ニコニコ動画「ウィジェット」機能対応の発表iOS版ニコニコ動画「ユーザーページTOP画面」リニューアルの紹介 | |
| 2月22日                                                                                         | 第69号  | 月刊 生主ハンター                                    | えもやん朝李/V生主しいたけ栽培の野口 | ニコニコ生放送オススメの機能を紹介 | 「月刊 生主ハンター」中にドワンゴ社長の夏野剛氏と松永真理氏がスタジオに乱入。同日に迎えたiモードの誕生日を視聴者とともに祝った。                                                                      |
| 3月1日                                                                                          | 第70号  | 今週のピックアップさんいらっしゃ〜い！               | シカクドット                         | PC/スマートフォンブラウザ版「ニコニ・コモンズ」リニューアルのお知らせニコニコ生放送「放送ネタリクエスト」機能の変更について | 「ホットな話題はどこだ？ここだ！ニコニコだ〜！」内でちいたな氏が登場。夏に開催予定のユーザー企画「無色透名祭」の告知を行った。なお、ゲストの生出演として2度目の登場を果たしたのは番組史上初となった。 |
| 3月8日                                                                                          | 第71号  | ワクワクランキングWATCHING                           | （なし）                             | 未定 | |
| 3月15日                                                                                         | 第72号  | 今週のピックアップさんいらっしゃ〜い！               | 子牛                                 | 未定 | |
| 3月22日                                                                                         | 第73号  | 月刊 生主ハンター                                    | らるむ                               | | |
| （3月29日・4月5日は配信を休止。ただし3月31日(木)・4月3日(日)に『プレミアムDAY増刊号』を配信。） |         |                                                      |                                      | | |
| 4月12日                                                                                         | 第74号  | ワクワクランキングWATCHING                           | （なし）                             | | |
| （4月19日・4月26日・5月3日・5月10日は『ニコニコ超会議2022』開催および前後週のため休止。）       |         |                                                      |                                      | | |
| 5月17日                                                                                         | 第75号  | ワクワクランキングWATCHING                           | （なし）                             | | |
| 5月24日                                                                                         | 第76号  | 今週のピックアップさんいらっしゃ〜い！               | SLAVE.V-V-R                          | | |
| 5月31日                                                                                         | 第77号  | 月刊 生主ハンター                                    | fumiyaあさひ                         | | |
| 6月7日                                                                                          | 第78号  | 今週のピックアップさんいらっしゃ〜い！               | ななし                               | | |
| （6月14日は配信を休止。ただし同時間帯に『ボカコレ投稿作品を褒める生放送』を配信。）             |         |                                                      |                                      | | |
| 6月21日                                                                                         | 第79号  | 今週のピックアップさんいらっしゃ〜い！               | マサ                                 | | |
| 6月28日                                                                                         | 第80号  | もっと！ホットな話題はどこだ？ここだ！ニコニコだ〜！ | （なし）                             | | |
| 7月5日                                                                                          | 第81号  | 今週のピックアップさんいらっしゃ〜い！               | シルシラ                             | | |
| 7月12日                                                                                         | 第82号  | ワクワクランキングWATCHING                           | （なし）                             | | |
| 7月19日                                                                                         | 第83号  | 今週のピックアップさんいらっしゃ〜い！               | あおか                               | | |
| 7月26日                                                                                         | 第84号  | 月刊 生主ハンター                                    | ウェイパー高橋関西FAX                | | |
| 8月2日                                                                                          | 第85号  | 今週のピックアップさんいらっしゃ〜い！               | きつねこあら&梅かっぱ親子            | | |
| 8月9日                                                                                          | 第86号  | ワクワクランキングWATCHING                           | （なし）                             | | |
| 8月16日                                                                                         | 第87号  | 今週のピックアップさんいらっしゃ〜い！               | ごんずい                             | | |
| 8月23日                                                                                         | 第88号  | もっと！ホットな話題はどこだ？ここだ！ニコニコだ〜！ | （なし）                             | | |
| 8月30日                                                                                         | 第89号  | 今週のピックアップさんいらっしゃ〜い！               | もちづき                             | | |
| 9月6日                                                                                          | 第90号  | ワクワクランキングWATCHING                           | （なし）                             | | |
| 9月13日                                                                                         | 第91号  | 今週のピックアップさんいらっしゃ〜い！               | くろ州                               | | |
| 9月20日                                                                                         | 第92号  | 月刊 生主ハンター                                    | もっちー！めー                       | | |
| 9月27日                                                                                         | 第93号  | 今週のピックアップさんいらっしゃ〜い！               | 朝ノ瑠璃&ヒラ                        | | |
| 10月4日                                                                                         | 第94号  | ワクワクランキングWATCHING                           | （なし）                             | | |
| 10月11日                                                                                        | 第95号  | ミュージック超会議2022特集                           | （なし）                             | | |
| 10月18日                                                                                        | 第96号  | ミュージック超会議2022振り返り特集                   | （なし）                             | | |
| 10月25日                                                                                        | 第97号  | 今週のピックアップさんいらっしゃ〜い！               | 成宮亮                               | | |
| 11月1日                                                                                         | 第98号  | 月刊 生主ハンター                                    | ニアセナハビアン                     | | |
| （11月8日は配信を休止。ただし同時間帯に『ボカコレ投稿作品を褒める生放送』を配信。）             |         |                                                      |                                      | | |
| 11月15日                                                                                        | 第99号  | 今週のピックアップさんいらっしゃ〜い！               | 足太ぺんた                           | | |
| 11月22日                                                                                        | 第100号 | ありがとう週ニコ！よろしく月ニコ！大感謝の最終号     | （なし）                             | | |

## 配信休止・変更
特番などによる配信の休止・日時変更は以下の通り。
2020年
- 8月4日：「ニコニコネット超会議2020夏」開催前週のため休止。
- 8月11日：「ニコニコネット超会議2020夏」開催期間中のため休止。
- 11月6日：翌週からのレギュラー配信曜日の引っ越しのため休止。
- 12月15日：栗田穣崇がこの日行われた「ネット流行語100 年間大賞2020 表彰式」へ出席したため、配信日を翌16日に変更し配信。

2021年
- 4月20日・27日・5月4日・11日：「ニコニコネット超会議2021」開催前後週、及び開催期間中のため休止。
- 7月27日：百花繚乱および栗田穣崇が2回目の新型コロナウイルスワクチンの接種後の副反応に備えるため休止。
- 8月17日・24日：当番組スタジオの使用者で体調不良者が出たため、急きょ17日の生配信を中止。当番組の出演者の体調を考慮し、翌週24日の生配信も休止した。
- 11月9日・16日：「ニコニコプレミアムDAY」に合わせた『プレミアムDAY増刊号』配信のため代替休止。
- 12月14日：『周刊ニコニコインフォ ありがとうニコニコ15周年！感謝の特大号』配信のため代替休止。

2022年
- 2月1日：「ニコニコプレミアムDAY」開催に合わせた『プレミアムDAY増刊号』配信のため代替休止。